# Hellraiser (film 2022)
Hellraiser è un film del 2022 diretto da David Bruckner.
La pellicola è il reboot del franchise di Hellraiser e, sebbene ne condivida alcuni passaggi e personaggi, non è la trasposizione del romanzo Schiavi dell'inferno di Clive Barker bensì un riavvio totale e originale della saga.

## Trama
Belgrado (Serbia). L'avvocata Serena Menaker compra, per il magnate Roland Voight, una Scatola di Lemarchand.
Massachusetts (USA). Durante una festa nella sua villa, Roland Voight, milionario edonista e sadomasochista nonché amante dell'occulto, convince il gigolò Joey Coscuna, procuratogli dalla Menaker, a risolvere il rompicapo della Scatola di Lemarchand ma, così facendo, prima spunta una lama che taglia il ragazzo e poi appaiono delle catene uncinate che lo dilaniano, il tutto mentre Voight chiede udienza al Leviatano, il capo supremo dei Cenobiti. La Scatola di Lemarchand, infatti, ogni volta che un rebus viene risolto, può infatti passare attraverso 6 configurazioni - Lamento ("Lament"): Vita ("Life"), Tradizione ("Lore"): Conoscenza ("Knowledge"); Lodazione ("Lauderant"): Amore ("Love"), Liminale ("Liminal"): Sensazione ("Sensation"), Lazzaro ("Lazarus"): Resurrezione ("Resurration") e Leviatano ("Leviathan"): Potere ("Power") - che esigono un sacrificio umano ciascuna e, una volta risolte tutte, consente di accedere a un'altra dimensione e avere un incontro con una specie di divinità in grado di esaudire il tuo desiderio tra: vita, conoscenza, amore, sensazione, resurrezione e potere.
Sei anni dopo. La ex tossicodipendente in riabilitazione Riley McKendry e il suo nuovo ragazzo Trevor organizzano un furto in un magazzino dismesso al cui interno trovano una cassaforte contenente una Scatola di Lemarchand, nella forma di cubo (1a configurazione), che la ragazza, rapita dal suo fascino, decide di custodire in attesa di trovare qualcuno a cui venderla. Tornata a casa ubriaca, Riley litiga col fratello Matt che, esasperato, la caccia di casa; è così che la ragazza, assunto degli stupefacenti, inizia a giocare con la Scatola finché, risolto l'enigma, spunta una lama e poi appare la Cenobita Pinhead che le intima di seguirla o, in quanto attuale detentrice della Scatola, di consegnarle qualcun altro al suo posto; istintivamente Riley pensa a Matt che, dopo aver sognato di venir afferrato da delle catene uncinate, va a cercarla e, dopo averla ritrovata ed essersi ferito inavvertitamente con la lama uscita dalla Scatola, scompare misteriosamente mentre la Scatola cambia forma diventando un prisma esagonale parabiaumentato (2a configurazione).
Decisa a capire cosa sia successo a suo fratello e tormentata sia dal senso di colpa che dalle visioni di Cenobiti, Riley va dalla proprietaria del magazzino, l'avvocata Serena Menaker, ora malata terminale, che, pentita delle cose fatte per Voight, aveva chiuso la Scatola nella cassaforte perché non venisse mai più ritrovata in quanto pericolosissima. Informata sulla scomparsa di Matt McKendry, Serena afferra la Scatola ma Riley, nel tentativo di togliergliela dalle mani, risolve l'enigma e la lama uscita ferire inavvertitamente la donna; è così che, mentre la Scatola cambia nuovamente forma diventando una stella a sei punte (3a configurazione), Serena si ritrova circondata dalle persone che aveva trovato per Voight trasformate in Cenobiti e pronte a torturarla mentre lei chiede perdono e supplica pietà.
Scoperto che anche Voight e altre persone sono scomparse misteriosamente proprio come suo fratello, Riley si reca alla villa dell'uomo, che scopre essere ricoperta da una fitta griglia metallica, e dove trova dei manoscritti sui Cenobiti, sulle 6 configurazioni della Scatola che richiedono sacrifici di sangue e sulla divinità in grado di esaudire un desiderio.
Dopo aver visto lo spirito di Matt chiederle aiuto, Ryley viene raggiunta alla villa da Trevor, Colin (il fidanzato di Matt) e Nora (un'amica comune), così li aggiorna sulle sue scoperte. Quando però Voight, che è ancora vivo ed è nascosto nella sua villa, risolve l'enigma e pugnala Nora con la Scatola, i quattro scappano ma, durante la fuga, mentre la Scatola cambia ancora diventando un parallelepipedo (4a configurazione), Nora si ritrova nell'altra dimensione dove viene torturata e squartata da Pinhead e Chatterer.
Riley, sconvolta e spaventata, decide di lanciare la Scatola in un laghetto lì vicino ma le appare Pinhead che le dice di continuare a far del male alle persone e ottenere il premio finale: la resurrezione di Matt. Inavvertitamente, Riley muove la Scatola completando l'enigma ferendosi con la lama così Pinhead le dice che ora la prenderanno se non sacrificherà qualcun altro al suo posto ma Riley rifiuta e così viene aggredita da Chatterer che, pugnalato dalla ragazza con la lama della Scatola, viene uncinato e squartato da Pinhead per la quale un'anima vale l'altra. 
I tre amici si rifugiano nella villa di Voight, attivano la gabbia metallica di protezione e, mentre Riley, al fine di raggiungere l'ultima configurazione e porre fine a tutto, risolve l'ennesimo enigma della Scatola - che intanto ha assunto la forma di una clessidra (5a configurazione) - ed esce dalla villa per attirare un Cenobita all'interno e ucciderlo, Trevor, lasciato solo perché ferito da Chatterer per proteggere Riley, incontra Voight, che ha uno strano macchinario in mezzo al petto che gli procura grande dolore tirandogli i nervi fino a farlo quasi svenire, e, così, si scopre che il ragazzo era stato assunto dal magnate per recuperare la Scatola, aprirla, "nutrirla" e poi riportargliela ma, evidentemente, qualcosa è andato storto.
Riley riesce nel suo intento ma, inseguita dal Cenobita, perde la Scatola che viene raccolta da Voight e usata per ferire Colin; mentre la Scatola assume l'ultima configurazione a forma di Leviatano, Voight rivela che, dopo aver richiesto ai Cenobiti il Liminale - cioè la sensazione di piacere suprema - ha scoperto, a sue spese, che loro sanno dare soltanto dolore. In seguito, mentre i Cenobiti, dopo che Travor ha disattivato la gabbia su ordine di Voight, rivelando così il doppiogioco, entrano nella villa per prendere Colin, il magnate attiva inaspettatamente la chiusura delle porte interne bloccando ogni Cenobita in una stanza e dicendo a Pinhead, che definisce il Prete ("The Hell Priest"), di riferire al suo dio che se li rivuole dovrà togliergli il marchingegno e lasciarlo morire. Mentre Riley prende la Scatola e salva Colin, che non è stato scelto da lei, offrendo Trevor, Pinhead spiega a Voight che il dono non si può restituire ma solo cambiare e così gli offre di scambiare il Liminale col Leviatano - cioè il potere - e l'uomo, pensando che nulla possa esser peggio di quel supplizio, accetta ma, dopo esser stato liberato dal macchinario, viene uncinato e portato in cielo dal Leviatano, sopraggiunto poco prima sopra il tetto della villa.
Successivamente, Riley si presenta davanti a Pinhead e agli altri Cenobiti per avere la sua ricompensa ma, capito che i Cenobiti alterano ogni desiderio con la loro visione distorta della vita e del piacere, decide di non chiedere nulla; scegliendo quindi di vivere col senso di colpa per la morte del fratello Pinhead le rivela che, in realtà, lei ha scelto il Lamento - cioè la vita.
Mentre Riley, lasciata nella villa la Scatola, che è tornata cubica (1a configurazione), e Colin se ne tornano a casa, Voight si ritrova disteso su un altare sospeso in cielo pronto a venir trasformato in un Cenobita dal Leviatano.

## Richiami e differenze
- Più similmente al romanzo breve Schiavi dell'inferno di Clive Barker del 1986, su cui si basano i film, Pinhead ha un corpo con tratti appartenenti più al genere femminile che a quello maschile, inoltre, come nel romanzo breve The Scarlet Gospels di Barker del 2015, gli viene attribuito il titolo di "The Hell Priest" (in italiano "il Prete").
- Come nella serie di film rimane invariata l'iconografia BDSM[4].
- A differenza di Schiavi dell'inferno e della serie di film, questa pellicola ha un approccio più psicologico e verte su temi quali la tossicodipendenza e la prostituzione minorile.
- Né nel romanzo breve, né nei film precedenti vengono illustrate delle configurazioni alternative e a fasi della Scatola di Lemarchand[5].

## Produzione
Negli USA è stato distribuito dalla piattaforma Hulu mentre all'estero dalla Paramount Pictures.

## Accoglienza
Il film ha ottenuto giudizi contrastanti dalla critica specialistica. Sull'aggregatore di recensioni cinematografiche Rotten Tomatoes ha un giudizio positivo del 66% da parte di critici professionisti e del 58% da parte del pubblico.